# 김수임
김수임(金壽任, 1911년 ~ 1950년 6월 15일?)은 일제강점기와 군정시대의 공산주의자이며 대한민국에서 조선민주주의인민공화국의 간첩 혐의로 사형당한 여성이다. 미군정청 직원과 주한미국대사관 통역 등을 지냈으며, 각종 기밀을 이강국과 남로당에 제공하였다가 1950년 4월 수사기관에 체포되어 사형당했다. 하지만, 간첩이었는지에 대해서 논란이 있다.

## 생애
경기도 개성 출생이다. 어린 시절부터 경제적으로 어려운 생활을 하던 중 외국인 선교사들의 도움으로 학업을 마쳤다. 뛰어난 외모의 인텔리로 영어회화, 통역에 뛰어났다고 한다. 이화여자전문학교 영문과를 졸업한 뒤 공산주의자 이강국(李康國)을 알게 되어 동거생활을 하였다. 능통한 영어 실력을 이용하여 세브란스병원에서 미국인의 통역 일을 했고, 미군정 시기에 군정청 직원으로 근무하면서 미군 간부 존 베어드와 옥인동에서 동거 생활을 했다.
1946년말 이강국에 대한 체포령이 내려지자 그를 미국인 고문관의 집에 숨겨두었다가 47년 월북시키는 데 도움을 주었다. 이강국은 김일성 정권에서 초대 외무상으로까지 발탁되었다. 그 뒤 이강국이 대남공작을 펼치자 김수임은 비밀 연락원을 통해 그의 계획에 동조하여 자기 집을 남조선노동당의 비밀 거점으로 사용하도록 빌려주었으며, 자신도 각종 기밀을 빼돌려 남로당에 제공하였다. 한편 남로당의 빨치산책이며, 검거 후 육군 특무대에 사형수로 수감되어 있던 이중업(李重業)을 비밀리에 빼내 숨겨주었고 의사로 가장시켜 월북시켰다.
1947년 이강국은 남한에 연락원을 파견했는데, 이때부터 1년 여 동안 이강국의 연락원들을 여러 번 자기집에 숨겼으며, 같은 해 12월에는 조선은행권(朝鮮銀行券)을 서울로 운반하는 데 도움을 주었다. 그 뒤 남한 정부 수립 후 주한미국대사관의 통역관으로 자리를 옮겼으며, 수사기관의 고문으로 있던 미국인과 외인주택에서 동거하면서 사교계에도 꾸준히 나가 사교계의 왕으로 부상하였다.
독일에서 공부한 엘리트 공산주의자 이강국과 연인 사이로서, 존 베어드와의 동거 기간 동안 이강국의 지시에 따라 각종 간첩 활동을 한 혐의로 1950년 4월 초에 수사당국에 전격 체포되었다. 수사당국의 가택 압수수색에서 권총 3자루, 실탄 180발, 그리고 북한으로 보내려던 많은 기밀 물건들이 발굴, 압수되었다. 가장 큰 죄목은 1949년의 미군의 철수 정보를 북한에 넘겨주었다는 것이었다. 그 해 6월 15일 남한 육군본부 고등군법회의에서 사형 선고를 받았고, 한국 전쟁 발발 무렵에 사형이 집행되어 총살된 것으로 알려져 있다.

## 사후
모윤숙과 단짝친구로, 재판 당시 모윤숙은 김수임을 적극 변호하였다. 북한에서 역시 간첩 혐의로 처형당한 이강국과의 비극적인 사랑과 죽음에는 극적인 요소가 풍부했고 반공주의 고취에도 좋은 소재였기 때문에 영화 《나는 속았다》(1963), 《특별수사본부 김수임의 일생》(1974), 연극 《나, 김수임》(1997), 드라마 《서울 1945》(2006) 등 여러 창작물에서 그의 삶이 다루어졌다. 논픽션 《사랑이 그녀를 쏘았다》(2002)는 김수임의 이화여전 후배인 전숙희가 쓴 것이다.
AP통신이 2008년에 미국 국립문서보관소에 보관된 기밀 자료를 토대로 조작 의혹을 제기하는 등 당시 발표된 내용이 사실과 거리가 있다는 주장이 계속되고 있다. 김수임의 아들 김원일은 자신의 아버지 베어드는 당시 기밀에 접근할 수 있는 위치에 있지 않았다고 주장하였다.

## 가족
베어드와의 사이에 아들 김원일을 낳았는데, 그는 미국 로스앤젤레스에 거주하고 있으며 라 시에라대학의 교수로 일하고 있다. 김원일이 양로원에 있는 베어드를 찾아갔으나 베어드는 김원일의 아버지는 '스미스씨'라고 말하였다.

## 같이 보기
- 리강국
- 리승엽
- 조선공산당
- 남조선로동당
- 박헌영

## 김수임을 연기한 배우들

### 드라마
- 정애리 - 1981년 - (제1공화국)- MBC 드라마
- 윤미라 - 1985년 - (새벽)- KBS 드라마
- 한은정 - 2006년 - (서울 1945)- KBS 드라마

### 영화
- 문정숙 - 1964년 - (나는 속았다)

## 참고자료
- 전숙희 (2002). 《사랑이 그녀를 쏘았다》. 서울: 정우사. ISBN 8973410598.
- 한국방송, 한국판 마타하리, 신화인가 진실인가 - 김수임 《인물현대사》 (2005년 2월 11일 방영)
- 송문홍 (1997년 12월 1일). “여간첩 - 대담한 접근과 노골적인 공작의 실상은…”. 신동아. 2007년 11월 30일에 확인함.